# 順化宮廷雅樂
順化宮廷雅樂（越南语：／*/?）是越南阮朝時期雅樂。越南雅樂誕生於胡朝時代，每逢重要典禮就下令表演：燈光，大典禮，葬禮。越南戰爭時期順化宮廷雅樂遭到嚴重破壞，一度瀕臨滅絕；1996年，順化大學設置宮廷音樂課程，自2000年第一屆畢業生開始畢業；2003年11月7日UNESCO已經正式批准順化宮廷雅樂為人类非物质文化遗产代表作 。是越南宮廷精品音樂。